# Beaver Creek Bridge
Le Beaver Creek Bridge est un pont américain situé dans le comté de Custer, dans le Dakota du Sud. Protégé au sein du parc national de Wind Cave, ce pont routier permet le franchissement de la Beaver Creek de la Needles Highway. Il est inscrit au Registre national des lieux historiques depuis le 8 août 1984.